# Palazzo del Governo e Ufficio del Presidente
Il Palazzo del Governo e Ufficio del Presidente (in sloveno Vladna in palača predsedniška), chiamato anche semplicemente il Palazzo del Governo (Vladna palača) o Ufficio del Presidente (Predsedniška palača), è un edificio a Lubiana, capitale della Slovenia, che ospita l'Ufficio del primo ministro della Slovenia, l'ufficio del presidente della Slovenia, il segretario generale del governo della Slovenia e il protocollo della Slovenia. Si trova all'angolo di via Prešeren (Prešernova cesta), via Erjavec (Erjavčeva cesta) e via Gregorčič (Gregorčičeva ulica) nel centro storico, accanto al centro Cankar. È utilizzato per funzioni statali e cerimoniali, così come per ricevimenti e incontri per la visita di dignitari stranieri e capi di stato. Di tanto in tanto vi si tengono mostre ed esposizioni.

## Storia
Il progetto di Rudolf Bauer fu basato sul lavoro dell'architetto Emil von Forster. I primi scavi ebbero luogo nell'ottobre 1886; le basi furono gettate nella primavera del 1897. Il permesso di utilizzo fu emesso in data 11 novembre 1898. L'edificio è stato in un primo momento utilizzato come sede delle autorità provinciale della Carniola.
Dopo la seconda guerra mondiale, ospitò i sindaci di Lubiana, la Corte costituzionale e, dal 1975, il Consiglio esecutivo della Repubblica socialista di Slovenia. Dal 1993 ospita l'ufficio del presidente della Repubblica di Slovenia, l'ufficio del primo ministro della Slovenia e il segretario generale del governo della Slovenia. Nello stesso anno è stato indicato come monumento di rilevanza culturale.

## Architettura
L'edificio di tre piani è stato costruito in stile neo-rinascimentale e ha una pianta che segue una successione di atri. Ci sono due cortili e una grande sala, chiamata sala dei Cristalli, che viene ora utilizzata per ricevimenti, ma era in origine una cappella. La facciata anteriore, verso di via Prešeren, ha tre ingressi. Sui lati dell'ingresso principale, al centro, si trovano le statue allegoriche della Potenza e della Legge, realizzate dall'architetto viennese Josef Beyer. Ci sono anche due ingressi secondari nella parte anteriore, ai lati dell'entrata principale. Questi ingressi si aprono su una strada trafficata della città e non danno l'impressione tipica di un edificio di rappresentanza. In aggiunta, ci sono ingressi da via Erjavec e Gregorčič. Gli angoli dell'edificio sono dominati da torri. L'interno è stato decorato nel periodo tra le due guerre (XX secolo) da Gojmir Anton Kos con scene della storia della Slovenia.